# Denis Giroux
Pour les articles homonymes, voir Giroux.
Pas d'image ? Cliquez ici
Denis Giroux est un pilote de course automobile de stock-car originaire de Beauport (aujourd'hui annexée à la ville de Québec), Québec (Canada), né en 1941.

## Biographie
Ayant fait ses débuts à la fin des années 1950 sur terre battue à l'Autodrome Ste-Thérèse près de Québec, il gravit les échelons du stock-car québécois et remporte plusieurs courses et championnats, notamment au Québec Modern Speedway, à l'Autodrome Mont-Carmel et au Riverside Speedway de Laval, avant d'aller tenter sa chance aux États-Unis. 
En 1971, il termine au 8e rang du NASCAR Modified National Championship, 4e en 1972 et 7e en 1973. Ces succès prometteurs, en plus d'une troisième place à la prestigieuse course Permatex 300 au Daytona International Speedway en Floride, lui laissait entrevoir un très brillant avenir en stock-car. Malheureusement, un très violent accident survenu à la piste Stafford Motor Speedway au Connecticut le 7 avril 1974 mit fin à sa carrière.
Champion 1971 de la catégorie Modifié à la piste Airborne Park Speedway de Plattsburgh dans l'état de New York, et à la piste Devil's Bowl Speedway de West Haven dans l'état de Vermont.